# Constantin Năsturescu
Constantin „Bebe” Năsturescu (n. 2 octombrie 1940, Giurgiu, Vlașca, România – d. 10 decembrie 2021, București, România) a fost un fotbalist român care a jucat pentru echipa Rapid București, Progresul Brăila și pentru echipa națională a României.

## Biografie
Constantin „Bebe” Năsturescu s-a nascut pe data de 2 octombrie 1940 la Giurgiu , Romania . La trei ani, a rămas singur pe lume. A fost crescut de bunicii din partea mamei. Bunicul lui era maistru la Șantierul Naval . Ca mai toți copiii, s-a simțit atras de fotbal. Norocul lui a fost că i-am avut antrenori, la Dunărea Giurgiu, pe Ionică Bogdan și pe Valentin Stănescu .  El a făcut mai întâi școala profesională, după care a intrat la liceu, pe care l-a terminat la Bolintineanu, în București. După liceu, a făcut o școală de maiștri, apoi a intrat la IEFS și a terminat și scoala de antrenori de fotbal .

## Caracteristici tehnice

### Jucător
A fost o extremă dreaptă rapidă , o armă utilă mai ales pentru a-i prinde pe apărători adversi .  De asemenea, priceput în a servi coechipieri cu piese încrucișate,  poseda o bună abilitate de a termina la poartă , datorită căreia a marcat numeroase goluri . A avut un șut bun de la distanță, datorită căruia a marcat peste 25 de goluri în carieră .  A fost un mare oportunist: cu driblinguri strânse, sprinturi, salturi și întinderi a vizat mereu adversarul în căutarea tunelului sau a revenirii”

## Cariera

### Club

#### Începutul
Și-a început cariera la Dunarea Giurgiu. A făcut ulterior pasul cel mare la CFR Roșiori. În acel sezon, de altfel, 1961-1962, el se transfera de la CFR Roșiori la Rapid București. Transferul se făcea pe filiala echipelor ceferiste.

#### Rapid Bucuresti

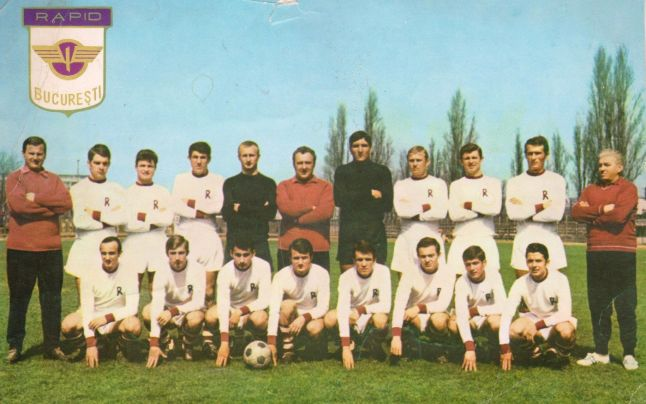
Echipa ceea care a câștigat Campionatul in 1967

A ajuns la Rapid în 1961, după ce jucase mai întâi la CFR Roșiori. A debutat în prima divizie pe 8 aprilie 1961, în meciul Steagul Roșu Brașov – Rapid, încheiat cu scorul 3-1 unde isi aratase calitatile superioare . El a făcut parte din lotul care a adus Rapidului primul titlu de campioni din istoria de aproape 100 de ani a acestora. În 1962, ceea ce este cunoscut astăzi drept Campionatul European U19 a fost câștigat de către România. Formatul era puțin diferit, deoarece se adresa jucătorilor sub 18 ani, dar România a ridicat trofeul deasupra capului la sfârșitul competiției.
Năsturescu a făcut parte din lotul care a cucerit medalia de aur la turneul respectiv și a fost coleg de generație cu jucători precum Adamache, Suciu, Pall, Gergely, Jamaischi, Dumitriu III, Voinea sau Petescu.  .În ediția 1966-1967, Rapid București se încununa campioană națională la sfârșitul unui sezon în care aceștia au obținut cu două puncte mai mult decât Dinamo București. Constantin Năsturescu a jucat în 25 de partide din 26, marcând trei goluri. Și-a mai trecut în cont și o Cupă a României în 1972.În 1962, ceea ce este cunoscut astăzi drept Campionatul European U19 a fost câștigat de către România. Formatul era puțin diferit, deoarece se adresa jucătorilor sub 18 ani, dar România a ridicat trofeul deasupra capului la sfârșitul competiției. Între 1962-1974 a apărat culorile alb-vișinii ale Rapidului, fiind unul dintre jucătorii cu cele mai multe apariții pentru această echipă. Acesta a avut o principala „problemă” care reprezenta dinamoviștii. Inaintea meciului cu Dinamo , sefii clubului  faceau șicane marelul fotbalist giulestean
Năsturescu a făcut parte din lotul care a cucerit medalia de aur la turneul respectiv și a fost coleg de generație cu jucători precum Adamache, Suciu, Pall, Gergely, Jamaischi, Dumitriu III, Voinea sau Petescu. În acel sezon, de altfel, 1961-1962, el se transfera de la CFR Roșiori la Rapid București. Transferul se făcea pe filiala echipelor ceferiste.
A jucat pentru giuleșteni timp de 13 ani, fiind titular pe postul de extremă dreapta până în 1974, când a plecat la Progresul Brăila. Bebe Năsturescu ajucat în 288 de partide din prima divizie, înscriind 25 de goluri, toate pentru Rapid.

#### Retragere
După perioada petrecută în Giulești, el a mai jucat în diviziile inferioare pentru Progresul Brăila unde a ajutat clubul sa ajunga pe locul al doilea in Divizia B in sezonul 1974-75 . S-a retras la finalul sezonului 1976-1976, de la Unirea Focșani.

### Nationala
A jucat de trei ori pentru echipa națională echipa națională, precum și în 20 de partide din cupele europene, reușind 3 goluri. Debutând pe 4 ianuarie 1967 într-un amical 1–1 împotriva Uruguayului , care a avut loc la Montevideo pe Estadio Gran Parque Central .  Jocurile sale următoare au fost, de asemenea, amicale, cu 0–0 împotriva Poloniei și o înfrângere cu 1–0 împotriva Franței . De asemenea, a jucat trei meciuri pentru echipa olimpică a României . 

## Palmares

### Club

#### Rapid București
- Divizia A: 1966–67
- Cupa României: 1971–72
- Cupa Balcanice: 1965, 1966